# Katarzyna Zwolska-Płusa
Katarzyna Zwolska-Płusa (ur. 12 lutego 1986 w Częstochowie) – polska poetka i autorka opowiadań.

## Życiorys
Absolwentka filologii polskiej i filozofii. Nominowana do Wrocławskiej Nagrody Poetyckiej Silesius 2022 za tom Daję wam to w częściach. Laureatka Award World Poetry Day UNESCO 2019. Laureatka Nagrody Literackiej im. Jarosława Zielińskiego „Złota Róża” 2018 za tom Cud i Anomalia. 
Redaktorka Babińca Literackiego. Psychoterapeutka, dawniej nauczycielka w Zespole Szkół Artystycznych i Akademickich ALA w Częstochowie oraz asystentka w Instytucie Literaturoznawstwa Uniwersytetu Humanistyczno-Przyrodniczego im. Jana Długosza w Częstochowie. Członkini Rady Fundacji "Dziewczyny w Spektrum.

## Twórczość

### Poezja
- Cud i Anomalia (Stowarzyszenie Żywych Poetów, Brzeg 2017)[9]
- Vesica piscis (Wydawnictwo Anagram, Warszawa 2019)[10]
- separate/osobne (Wydawnictwo Ibis, 2019)
- Daję wam to w częściach (Convivo, Warszawa 2021)
- Bardzo martwa kobieta (Stowarzyszenie Żywych Poetów, 2024)[11]

### Opowiadania
- Fragmenty. Opowieści o dziewczynkach i kobietach (Wydawnictwo Anagram, Warszawa 2021)
- Prząśniczki. Opowieści rodowe (Wydawnictwo Anagram, Warszawa 2022)